# Bertrand II de Provence
Pour les articles homonymes, voir Bertrand II et Bertrand de Provence.
Bertrand II de Provence, mort entre le 8 juillet 1090 et le 28 juillet 1094, est comte indivis de Provence et d'Arles.

## Biographie

### Origines
La date de naissance de Bertrand ou Bertran n'est pas connue à ce jour. Il est le fils de Geoffroi Ier, comte de Provence, et de Stéphanie Douce (Stefania Dolça) ou Étiennette-Douce. Son origine reste inconnue, toutefois le généalogiste hongrois Szabolcs de Vajay (en) la rattache à la famille vicomtale de Marseille,,.
Il a vraisemblablement une sœur, Gerberge/Gerberga († 1115), qui hérite de son son titre et qui épouse, Girbert Ier de Millau, comte de Gévaudan.
Il apparaît pour la première fois en 1055. Il est mentionné en 1057 dans une donation que font ses parents (Gausfredus marchyo sive comes Provincie et uxor mea Stefania et filius meus Bertrannus) en faveur de l'abbaye Saint-Victor de Marseille.

### Un comte affaibli
Il semble succéder à son père en 1055,. Mineur, il est placé sous la tutelle de sa mère. Manteyer (1908) précisait qu'il lui « succéda dans Arles, mais sans hériter du titre de marquis que se partagèrent seuls ses cousins Guillaume V Bertrand/Guilhem Bertran et Geoffroi II », morts pour le premier entre 1063 et 1067 et pour le second vers 1065.
Il épouse vers 1063 (Manteyer indiquait vers février 1061/62), Mahaud/Matilda,, dont l'origine n'est pas connue. Manteyer (1908) indiquait qu'un « acte de Saint-Victor le qualifie « comte de toute la Provence », ce qui suppose encore l'indivision », ajoutant que le testament du comte d'Urgel, en 1090, le qualifiait de « comte d'Arles ».
Le nouveau comte de Provence semble toutefois affaibli : il transfère la résidence comtale d'Arles à Tarascon en 1063 et, incapable d'assurer la paix, demande en 1065 aux puissantes familles arlésiennes d'assurer la protection des biens de l'abbaye de Saint-Victor de Marseille. De même, il semble avoir de la difficulté à exercer la justice comtale. Un scribe de l'abbaye de Montmajour écrit en 1067 : 
Il n'y a plus de duc ni marquis qui rende droite justice.
À la fin des années 1070, dans le cadre de la Querelle des Investitures, Bertrand s’oppose à l’archevêque d’Arles Aicard. Mais en l’espèce, ce conflit d'ordre religieux se double d’un triple problème politique entre le comte et l'archevêque qui à cette époque est aussi un seigneur féodal. Le comte s’oppose à Aicard d'abord à propos de la nomination controversée de Bermond comme abbé de Montmajour, ensuite probablement comme le souligne l'historien arlésien Anibert, parce qu'Aicard s'est rapproché dès 1076 du comte de Saint-Gilles, excommunié par le pape et rival du comte de Provence, enfin et surtout parce qu'il redoute la puissance de la famille de l'archevêque, celle des vicomtes de Marseille.
En 1078, le comte de Provence recherche donc l'appui du pape en accusant l'archevêque de simonie, puis en 1081, en se plaçant sous la suzeraineté papale, renie ses liens de vassalité avec l'empereur du Saint-Empire romain germanique, Henri IV. Le comte de Provence s’aliène alors la ville d’Arles et son archevêque soutenu par le peuple, le clergé, les familles des Baux et des Porcelet et le comte de Saint-Gilles, Raymond IV. L'archevêque d'Arles bénéficie aussi du soutien de sa famille, les vicomtes de Marseille qui à partir de 1079 désertent l'entourage du comte Bertran.
En 1083, il négocie avec la vicomtesse Ermengarde l'union de sa fille avec le fils de celle-ci, Bernard Aton IV Trencavel, héritier de six vicomtés (Albi, Nîmes par son père, Carcassonne, Béziers, d'Agde et de Razès),. Dotée, il l' exclue cependant de tous droits à la succession paternelle. Selon la coutume provençale, « cette dot l’écartait de la succession »
Le dernier acte par lequel il est connu date du 29 avril 1090,. Il est ainsi mentionné comme comte d'Arles (Bertrán, conde de Arlés) dans le testament d'Armengol IV /Ermengaud, comte d'Urgell,, comte catalan et époux d'Adélaïde de Provence († v. 1144/1150), comtesse de Forcalquier. Armengol IV /Ermengaud le choisit comme l'un des tuteurs de ses enfants, Guillaume/Guilhem et Sancha. 

### Mort et succession
La fin de sa vie est moins connue. La date de sa mort n'est pas précisément connue. Manteyer (1908) indiquait qu'il est mort avant le 28 juillet 1094 alors que Poly (1976) avançait la date du « 8 juillet 1090 ».
Les auteurs de l'ouvrage La Provence au Moyen Âge (2005) et Mazell (2011) placent la fin de son règne en 1090. Le site fmg.ac/Projects/MedLands indique pour sa part une plage entre 29 avril 1090 et 28 juillet 1094. Le chercheur Thierry Stasser (2019) retient quant à lui la plage entre le « 8 juillet 1090 et le 28 juillet 1094 », s'appuyant notamment sur le généalogiste hongrois, Szabolcs de Vajay (en) (1962).
Manteyer (1908) concluait qu'il « ne [laissait], en dehors de sa fille dotée et devenue étrangère à la Provence, qu'une sœur comme héritière. » Sa part du comté de Provence semble passer à sa sœur Gerberge et son époux Girbert Ier /Gerbert de Millau († v. 1110/1112), comte de Gévaudan. Ce dernier est mentionné à plusieurs reprises à Avignon, entre 1107 et 1110. L'autre partie du comté est détenue par Raymond IV de Saint-Gilles, comte de Toulouse, issu de la branche aînée des comtes de Provence. 

## Famille
Bertrand épouse, vers 1063, Mahaud/Matilda,.
Ils ont une fille,, :
- Cécile ou Cécilia (morte en 1150)[n 5], mariée en 1083[n 6] à Bernard Aton, vicomte de Béziers et de Carcassonne[22].